# Biserka Perman
Biserka Perman (ur. 16 maja 1955 w Rijece) – chorwacka polityk i kręglarka.

## Życiorys
Jako kręglarka była zawodniczką KK Rijeka. Wraz z klubem wielokrotnie zdobyła mistrzostwo kraju. Reprezentowała Jugosławię na arenie międzynarodowej. W 1982 roku zdobyła tytuł indywidualnej mistrzyni świata w kręglarstwie, a w latach 1984–1992 była trzykrotnie brązową medalistką. Wraz ze Šteficą Krištof-Markan w latach 1980–1984 była dwukrotnie mistrzynią świata w duetach oraz brązową medalistką w 1992 roku. W konkurencji drużynowej w latach 1982–1992 była czterokrotną mistrzynią świata oraz w latach 1994–2005 pięciokrotną brązową medalistką.
W 1982 roku została wybrana najlepszą sportsmenką Jugosławii. W latach 1982, 1985 i 1992 wybierano ją również najlepszą sportsmenką Chorwacji. W 1987 roku została uhonorowana nagrodą Republička nagrada fizičke kulture.
W latach 2003–2008 była posłanką do Zgromadzenia Chorwackiego z ramienia Socjaldemokratycznej Partii Chorwacji (SDP).